# 奥吉耶姆杜赖帕卡姆
奥吉耶姆杜赖帕卡姆（Oggiyamduraipakkam），是印度泰米尔纳德邦Kancheepuram县的一个城镇。总人口25961（2001年）。

## 人口
该地2001年总人口25961人，其中男性13608人，女性12353人；0—6岁人口3115人，其中男1578人，女1537人；识字率73.18%，其中男性为78.48%，女性为67.34%。